# 시마자키촌 (이시카와현)
시마자키촌(島崎村)은 이시카와현 후게시군에 존재했던 촌이다.

## 역사
- 1889년 4월 1일 - 정촌제 시행에 의해 7개 촌의 구역이 폐지되어, 그 그역을 가지고 시마자키촌이 성립하였다.
- 1908년 4월 1일 - 도보촌, 구 아나미즈정과 합병해 새로운 아나미즈정이 성립하여, 동일 시마자키촌은 폐지되었다.

## 참고문헌
- 『石川県鳳至郡誌』